# Елейн Пейдж
Елейн Пейдж (англ. Elaine Paige, уроджена Біккерстафф (англ. Bickerstaff); нар. 5 березня 1948, Барнет, Лондон, Англія) — англійська співачка та актриса, найбільш відома за ролями в мюзиклах. Кавалер Ордену Британської імперії (OBE). Професійний дебют відбувся у 1964 році, у 16-річному віці. Її поява в постановці «Волосся» 1968 року стала дебютом у Вест-Енді.
Після кількох ролей протягом наступного десятиліття Пейдж була обрана на роль Еви Перон у першій постановці «Евіти» Ендрю Ллойда Веббера в 1978 році, що привернуло до неї увагу широкої публіки. За цю роль вона отримала премію Лоуренса Олів'є. Також виконала роль Грізабелли в «Котах» і потрапила в Топ-10 з піснею з серіалу «Memory».
У 1985 році Пейдж випустила пісню «I Know Him So Well» із Барбарою Діксон із мюзиклу «Шахи», яка залишається найбільш продаваною платівкою жіночого дуету. Потім вона з'явилася в оригінальній сценічній постановці Chess, після чого зіграла головну роль у Anything Goes, де також виступила співпродюсером. Пейдж дебютувала на Бродвеї у фільмі «Бульвар Сансет» у 1996 році, зігравши головну роль Норми Дезмонд, що отримала схвальні відгуки критиків. З 2000 по 2001 рік вона з'являлася у фільмі «Король і я», а через шість років повернулася на сцену Вест-Енду у фільмі «Сонна дружина». Вона також спорадично працювала на телебаченні.
Окрім п'яти номінацій на премію Лоуренса Олів'є, Пейдж отримала багато інших нагород за свої театральні рол. Її називають першою леді британського музичного театру завдяки її майстерності та довголіття. Вона випустила 22 сольні альбоми, вісім з яких поспіль були сертифіковані золотими, а ще чотири — мультиплатиновими. Пейдж також увійшла до семи альбомів акторів і співала на концертах по всьому світу. З 2004 року вона веде власне шоу на BBC Radio 2 під назвою «Elaine Paige on Sunday».
У 2014 році Пейдж відзначила своє 50-річчя в шоу-бізнесі. Пейдж оголосила на своєму офіційному вебсайті про концертний тур «Farewell» і новий альбом «The Ultimate Collection», який охоплює кар'єру, щоб відзначити цю віху в її кар'єрі. Окрім роботи в музичному театрі, Пейдж є віце-президентом The Children's Trust, британської благодійної організації для дітей із черепно-мозковими травмами.

## Життєпис

### Ранні роки
Елейн Бікерстафф народилася 1948 року в Барнеті у північній частині Лондона. Її батько працював агентом із продажу нерухомості, а мати модисткою. Замолоду мати Елейн була співачкою, а батько барабанщиком-любителем. У школі Елейн займалася тенісом. І, незважаючи на свій зріст (близько 1,5 метра), її метою було стати професійним гравцем у теніс. У 14-річному віці Пейдж почула саундтрек до фільму «Вестсайдська історія», який спонукав її розпочати кар'єру в музичному театрі. Пейдж брала участь у хорі, і перша роль на сцені, яку вона зіграла була роль Сюзанни в шкільній постановці опери Моцарта «Весілля фігаро». За якими пішли ролі у творах «The Boy Mozart» та «Месія» Георга Генделя.

### Початок кар'єри— 1980: дебют на Вест-Енд таЕвіта
Елейн Пейдж дебютувала в шоу Ентоні Ньюлі (Anthony Newley) та Леслі Брікесса (Leslie Bricusse) «Рев гриму, запах натовпу» («The Roar of the Greasepaint — The Smell of the Crowd») (1964). 27 вересня 1968 року у 20-річному віці відбувся дебют на Вест-Енд у мюзиклі «Волосся». Протягом наступного десятиліття вона зіграла ролі в різних мюзиклах, у тому числі «Ісус Христос — суперзірка»; «Бріолін» («Grease»), в ролі Сенді (1973—1974); «Біллі», в ролі Рити (1974—1975); «Приятель», у ролі Мейсі (1975—1976). У 1978 році Елейн Пейдж брала участь у пробах на роль Еви Перон у новому мюзиклі Ендрю Ллойд-Веббера та Тіма Райса «Евіта». Пейдж підкорила авторів мюзиклу своїм голосом, і роль була віддана їй. Виконання цієї ролі принесло Елейн популярність. За роль в Евіті, Елейн Пейдж була удостоєна престижної премії Лоуренса Олів'є як «Найкраща актриса в мюзиклі» та нагороди клубу «Variety» як «Людина року у світі шоу-бізнесу». Вона грала в шоу протягом 20 місяців (1978—1980). Крім того, вона випустила свій перший студійний альбом у 1978 році під назвою Sitting Pretty. Незадовго до її успіхів у «Евіті», Пейдж мав сильне бажання піти з театру, але після того як вона заспівала для Дастіна Гоффмана, він умовив її продовжити роботу в театрі. Елейн зізналася, що їй це все набридло, і що вона навіть не могла собі дозволити купити новий одяг. Пізніше вона сказала: «Евіта врятувала мене».

### 1981—1993:КотитаШахи
З 11 травня 1981 по 13 лютого 1982 року Пейдж виконує роль Грізабелли в мюзиклі Ллойда Веббера «Коти». Роль Грізабелли мала виконувати Джуді Денч, але вже наприкінці репетиційного процесу, через розтягнення сухожиль, роль було запропоновано Пейдж. Пісня „Memory“ із мюзиклу стала її візитною карткою. Сингл досяг п'ятого рядка в хіт-параді синглів Великої Британії, і з того часу був записаний ще понад 160 виконавцями.. У 1998 році Пейдж виконувала роль Грізабелли у відеофільмі „Коти“, який став музичним відео, що найбільше продається у Великій Британії та Сполучених Штатах Америки.
У 1984 році Елейн Пейдж виконала роль Флоренс Вассі в мюзиклі „Шахи“ („Chess“), авторами якого були колишні учасники шведської групи „ABBA“ Бенні Андерсон та Бйорн Ульвеус, а також автор текстів Тім Райс. Композиція „I Know Him So Well“, яку Пейдж виконала спільно в Барбарой Діксон, очолила хіт-паради по обидва боки Атлантики і була визнана найуспішнішим жіночим дуетом усіх часів. У 1988 році Пейдж випустила альбом переспівувань пісень групи Queen — The Queen Album.

### 1994—2001:Бульвар Сансетта дебют на Бродвеї
У 1994 році Пейдж виступила в ролі Норми Десмонд у мюзиклі Ллойда Веббера Бульвар Сансет. 1996 року за цю роль вона була номінована на премію Лоуренса Олів'є як найкраща актриса. У 1995 році, за внесок у розвиток музичного театру, Пейдж була удостоєна звання кавалера Ордену Британської імперії (OBE).
12 вересня 1996 року відбувся дебют Елейн Пейдж на Бродвеї у театрі „Мінскофф“ у мюзиклі Бульвар Сансет. Вона виступала у шоу до його закриття 22 березня 1997 року..
З 2000 по 2001 рік Пейдж виступала в театрі „Лондон Палладіум“ у ролі Анни Леонуенс у відновленій постановці мюзиклу Роджерса та Хаммерстайна „Король і я“.

### 2002—2013: Радіо та повернення на Вест-Енд
Пейдж виступила на відкритті Зимових Олімпійських ігор 2002 року в Солт-Лейк-Сіті, а потім дебютувала на концерті в Лос-Анджелесі в Pasadena Civic Auditorium. У 2003 році вона зіграла Анжель у фільмі „Там, де є воля“ режисера Пітера Голла. Наступного разу вона виконала роль місіс Ловетт у постановці опери Стівена Сондхейма „Свіні Тодд“ Нью-Йоркської опери в березні 2004 року [67], отримавши позитивні відгуки критиків та номінацію на премію Drama Desk за найкращу актрису в мюзиклі. Після цього Пейдж вирушила в турне по Великій Британії під назвою „No Strings Attached“
У вересні 2004 року Пейдж розпочала щотижневе недільне радіошоу „Елейн Пейдж у неділю“ на BBC Radio 2. Пейдж також зосередилася на ролях у телесеріалах, зігравши Дору Баннер у 2005 році в екранізації фільму Агати Крісті „Оголошено вбивство“ на ITV у серіалі Марпл, а потім зіграла гостьову роль у фільмі „Там, де серце“ Епізод Марпл переглянули 7,78 мільйона глядачів.
Пейдж зіграла роль Карлотти Кемпіон у постановці Центру Кеннеді „Глупості“ в травні та червні 2011 року в театрі Ейзенхауера у Вашингтоні, округ Колумбія, отримавши схвальні відгуки за виконання ролі у виставі „Я все ще тут“. До головного акторського складу також увійшли Бернадетт Пітерс, Ян Максвелл, Рон Рейнс і Денні Берштейн. Вона повторила цю роль у бродвейській передачі мюзиклу в Marquis Theatre з серпня 2011 року до наступного січня, а потім виступила в театрі Ahmanson, Лос-Анджелес, штат Каліфорнія, у травні та червні 2012 року.

### 2014— дотепер: 50-та річниця, прощальний тур
У 2014 році Пейдж виступила в шестисерійному телевізійному шоу для Sky Arts під назвою «Шоу Елейн Пейдж». Шоу включало пісні у виконанні Пейдж, майстер-класи зі студентами театрального коледжу та інтерв'ю й виступи виконавців і письменників Вест-Енду та Бродвею. Шоу було записано в березні та квітні в Riverside Studios, Лондон У травні 2014 року вона випустила новий кар'єрний альбом The Ultimate Collection. У червні Пейдж дебютувала в нічному клубі G-A-Y's Heaven у Лондоні, а в листопаді вона приєдналася до першого австралійського круїзу виконавських мистецтв на MS Radiance of the Seas.
У травні 2015 року Пейдж брала участь у спеціальному концерті VE Day 70: A Party to Remember, який відбувся на параді Кінної гвардії та транслювався в прямому ефірі на BBC One та BBC Radio 2. Пізніше у 2015 році вона виступила з концертом на Scarborough Open Air. Theatre за підтримки Collabro та Rhydian, а потім була хедлайнером Glamis Prom 2015 у замку Глеміс у Шотландіі, зі Сюзан Бойл як її гості. На обох концертах супроводжував Королівський філармонічний оркестр.
У квітні 2016 року було оголошено, що Пейдж виступить із низкою концертів під назвою «Stripped Back» — на послідовних вихідних, а не в інтенсивному графіку звичайного туру. Спочатку тур тривав з жовтня по грудень 2016 року та включав музику Гаррі Нілссона, Ренді Ньюмана, Джиммі Вебба, Берта Бакарача, Леонарда Коена, Стінга, Елтона Джона та Леннона — Маккартні.
Пейдж з'явилася в новій екранізації BBC «Сон літньої ночі» Вільяма Шекспіра, адаптованій Расселом Т. Девісом, у рамках святкування 400-річчя Шекспіра в 2016 році.
У 2017 році вона з'явилася в пантомімі в London Palladium як королева щурів у Діка Віттінгтона разом із Джуліаном Клері, Найджелом Хейверсом, Полом Зердіном, Гері Вілмотом, Чарлі Стемпом, Еммою Вільямс, Ешлі Банджо та Diversity. У 2020 році вона повернулася до Пантоленду в The Palladium разом із більшістю акторського складу 2017 року, а також Беверлі Найт.
У 2018 році Пейдж зіграла роль Мерсі Гекетт у телевізійній комедії BBC Home from Home. У 2020 році вона знялася в драматичному серіалі BBC «Життя» з Елісон Стедман та Пітером Девісоном.

## У ролях
| Період                     | Постановка                                                                                   | Роль                                  | Театр                                                    | Нагороди |
| -------------------------- | -------------------------------------------------------------------------------------------- | ------------------------------------- | -------------------------------------------------------- | --- |
| 1968-1970                  | «Волосся» (Hair)                                                                             | Член комуни                           | Шефтсбері                                                | |
| 1973-1974                  | «Бріолін» (Grease)                                                                           | Сенді                                 | Нью-Лондон                                               | |
| 1974-1975                  | «Біллі» (Billy)                                                                              | Рита                                  | Королівський театр Друрі-Лейн                            | |
| 1975-1976                  | «Приятель» (The Boyfriend)                                                                   | Мейзі                                 | Хеймаркет (Лестер)                                       | |
| 1978-1980                  | «Евіта» (Evita)                                                                              | Ева Перон                             | Театр Принца Едуарда                                     | - Премія Лоуренса Олів'є — „Краща актриса в мюзиклі“ - Нагорода клубу „Variety“ — „Людина року у світі шоу-бізнесу“                                                                                    |
| 1981-1982                  | «Кішки» (Cats)                                                                               | Гризабелла                            | Нью-Лондон                                               | |
| 1983-1984                  | «Аббакадабра» («Abbacadabra»)                                                                | Міс Вільямс/Карабосса                 | Лірік (Хаммерсміт)                                       | |
| 1986-1987                  | «Шахи» (Chess)                                                                               | Флоренс Вассі                         | Театр Принца Едуарда                                     | - Нагорода клубу «Variety» — «Recording Artiste of the Year» - Номінація на премію Лоуренса Олів'є — «Найкраща актриса в мюзиклі»                                                                      |
| 1989-1990                  | «Дозволено все» («Anything Goes»)                                                            | Рено Суїні                            | Театр Принца Едуарда                                     | - Номінація на премію Лоуренса Олів'є — «Найкраща актриса в мюзиклі» |
| 1993-1994                  | «Піаф» («Piaf»)                                                                              | Едіт Піаф                             | Пікаділлі                                                | - Золота відзнака (BASCA) - Номінація на премію Лоуренса Олів'є — «Найкраща актриса в мюзиклі» |
| 1994, 1995—1996, 1996—1997 | Бульвар Сансет (Sunset Boulevard)                                                            | Норма Десмонд                         | Адельфі потім Мінськофф (Нью-Йорк)                       | - Нагорода клубу «Variety» — «Краща актриса року» - Кавалер Ордену Британської імперії (OBE) - Номінація на премію Лоуренса Олів'є — «Найкраща актриса в мюзиклі» - «За досягнення всього життя» (HMV) |
| 1998                       | «Мізантроп» (Le Misanthrope)                                                                 | Селімена                              | Пікаділлі                                                | - «За досягнення всього життя» Національна асоціація опери та драми (NODA) |
| 2000-2001                  | «Король і я» ("The King and I ")                                                             | Анна Леонуенс                         | Лондон Палладіум                                         | |
| 2003                       | «Було б бажання» («Where There's a Will»)                                                    | Анжель                                | Івонн Арно (Гілфорд), потім Королівський театр (Брайтон) | |
| 2004                       | «Суїні Тодд, демон-перукар з Фліт-стріт» («Sweeney Todd — The Demon Barber of Fleet Street») | Місіс Ловетт                          | Нью-Йоркська міська опера                                | - Номінація на премію «Драма Деск» — «Краща актриса мюзиклу». |
| 2007                       | «Сонлива компаньйонка» («The Drowsy Chaperone»)                                              | Сонлива компаньйонка/Беатріс Стоквелл | Новело                                                   | - Номінація на премію «What's On Stage» — «Краща актриса другого плану в мюзиклі» |

## Дискографія
| Рік  | Назва альбому                                           | UK | AUS | Label        |
| ---- | ------------------------------------------------------- | -- | --- | ------------ |
| 1978 | Sitting Pretty                                          | —  | —   | EMI          |
| 1981 | Elaine Paige                                            | 56 | —   | WEA          |
| 1983 | Stages                                                  | 2  | 20  | WEA / K-tel  |
| 1984 | Cinema                                                  | 12 | 39  | WEA / K-tel  |
| 1985 | Love Hurts                                              | 8  | —   | WEA          |
| 1986 | Christmas                                               | 27 | —   | WEA          |
| 1988 | The Queen Album                                         | 51 | —   | Siren        |
| 1991 | Love Can Do That                                        | 36 | —   | RCA          |
| 1991 | An Evening with Elaine Paige                            | —  | —   | BMG          |
| 1993 | Romance & the Stage                                     | 71 | —   | RCA          |
| 1994 | Piaf                                                    | 46 | —   | WEA          |
| 1996 | Performance [A reissue of An Evening with Elaine Paige] | —  | —   | BMG / Camden |
| 2006 | Essential Musicals                                      | 46 | —   | UMTV         |
| 2009 | Elaine Paige Live                                       | —  | —   | EP Records   |
| 2010 | Elaine Paige and Friends                                | 18 | —   | Rhino        |